# زور ابو درده النشمی
زور ابو درده النشمی (به عربی: زور أبو دردة) یک منطقهٔ مسکونی در سوریه است که در استان حما واقع شده‌است.

## خصوصیات
زور ابو درده النشمی ۳۰۲ نفر جمعیت دارد.